# Jaime Montaner
Jaime Montaner (fallecido el 6 de noviembre de 1997) fue un político uruguayo perteneciente al Partido Colorado. Fue diputado y ministro de Ganadería, Agricultura y Pesca.

## Biografía
Oriundo del departamento de Tacuarembó, era de profesión ganadero, también trabajó como empleado bancario. En su tierra natal inicia su militancia política en 1938, en el seno del Batllismo. Fue elegido concejal para el periodo 1963-1967. Posteriormente, apoya a Oscar Gestido, y es electo diputado por Tacuarembó para el periodo 1967-1972. Durante la presidencia de Jorge Pacheco Areco fue ministro de Ganadería.
En las elecciones de 1971 fue elegido senador por la Unión Nacional Reeleccionista.
Casado con Dora Formoso, tuvo tres hijos: Jaime, Dora Susana y Martha (fallecida en 2016), quien llegó a ser diputada, senadora y secretaria general del partido Colorado.